# العارضات الأعلى أجرا لعام 2010
عمر عارضة الأزياء بالتأكيد ليس عائقاً أمام أستمرار نجاحها وازدياد ثراءها. فعارضات الأزياء الأشهر في العالم أثبتتن قدرتهن على تحقيق دخل عالي هذا العام على الرغم من أن مصممي الأزياء خفضوا عرض تصميماتهم على مدارج العروض بسبب الكساد الاقتصادي الذي عصف بالعالم أجمع.
وهذه لائحةً تتضمن أسماء عشر عارضات حسناوات الأعلى دخلاً في العالم لعام 2010 حسب مجلة فوربس Forbes المختصة بمجال المال والأعمال:

## لائحة
| الرقم. | الاسم             | الثروة بملايين الدولارات (دولار أمريكي) |
| ------ | ----------------- | --------------------------------------- |
| 1      | جيزيل بوندشين     | $25 مليون                               |
| 2      | هايدي كلوم        | $16 مليون                               |
| 3      | كيت موس           | $9 مليون                                |
| 4      | أدريانا ليما      | $7.5 مليون                              |
| 5      | دوتزين كرويس      | $6 مليون                                |
| 6      | أليساندرا كورين   | $5.5 مليون                              |
| 7      | ناتاليا فوديانوفا | $5.5 مليون                              |
| 8      | داريا فيربوفي     | $4.5 مليون                              |
| 9      | ميراندا كير       | $4 مليون                                |
| 10     | كارولين ميرفي     | $3.5 مليون                              |